# Ambiversão
Ambiversão é uma personalidade humana que é uma combinação das personalidades introvertidas e extrovertidas. Pessoas ambivertidas gostam de se socializar com outras pessoas, mas, por outro lado, também gostam de ficar sozinhas.
Ao contrário do extrovertido que gosta de falar, o ambivertido tende a ficar quieto com gente nova. No entanto, se você estiver familiarizado, ele se tornará uma pessoa falante.
Extrovertidos tendem a gostar do ambiente externo e são mais sociais, introvertidos que preferem a solidão, ambivertido é uma combinação de ambas.

## Características

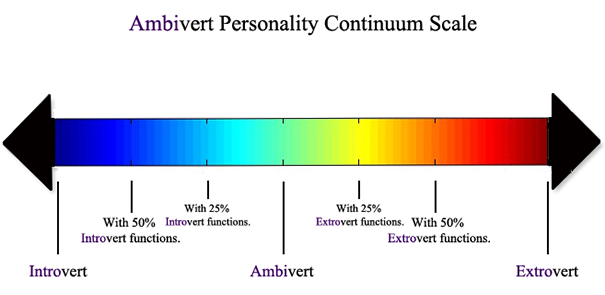
O local ambivertido na escala ou continuum introvertido-extrovertido

Um ambivertido vai se acostumar a conhecer novas pessoas em um lugar que já conhece. Isso porque eles se sentirão confortáveis em um lugar familiar. Da mesma forma, se você encontrar pessoas conhecidas em um novo lugar.
No entanto, um ambivertido se sentirá desconfortável ao conhecer novas pessoas em um novo lugar ao mesmo tempo.
Um ambivertido pode reconhecer facilmente o tipo de personalidade de uma pessoa. Isso ocorre porque os ambivertidos experimentam essas duas coisas, ou seja, introversão e extroversão.
Um introvertido odeia multidões, enquanto um extrovertido odeia ficar sozinho. No entanto, os ambivertidos gostam de multidões, mas não querem se comunicar ou interagir. Você poderia dizer, eles parecem estar fazendo silêncio em uma multidão. Eles realmente gostam dessa situação e também observam o que está ao redor.
Pessoas com personalidade ambivertida se misturam ou adaptam-se facilmente em ambientes agitados e silenciosos e tornam-se solitárias, isso pode ser feito muito bem.
Um ambivertido pode gostar de festas ou atividades ao ar livre movimentadas. No entanto, se sua energia diminuísse, eles iriam querer encontrar um lugar tranquilo para descansar seus corpos.
Ao falar sobre coisas leves, como hobbies, notícias ou outras coisas, o ambivertido o seguirá facilmente. O mesmo ocorre com conversas sérias, como falar de negócios ou outros assuntos sérios. Pessoas ambivertidas não se importam com conversa fiada ou conversa séria.
Pessoas ambivertidas são flexíveis e ambivalentes, capazes de mudar sua personalidade de acordo com quem falam. Muitas vezes, ao falar com um extrovertido, o ambivertido agirá como uma pessoa introvertida. Vice-versa.
Pessoas ambivertidas não têm preguiça de responder a uma conversa pequena e leve, que pode ser apenas um serviço da boca para fora. No entanto, eles ficarão muito mais animados quando a conversa começar a se referir a um tópico específico. No entanto, se o interlocutor for considerado não divertido, um ambivertido não hesitará em deixá-lo.
Um ambivertido gosta de multidões, mas não é muito ativo na interação. Não que um ambivertido seja anti-social ou associal, mas eles se sentem confortáveis com a situação. Em certas circunstâncias, um ambivertido também pode interagir ativamente. Como falar sobre coisas de que gosta ou que lhe interessam.
Um introvertido terá um pouco de dificuldade em fazer tarefas em grupo. Da mesma forma, um extrovertido terá um pouco de dificuldade em fazer suas próprias atribuições. Portanto, um ambivertido pode ajustar essas duas condições. Eles não se importam de trabalhar sozinhos ou em grupos, tendo o mesmo nível de adversidade com ambos.
Passar um tempo com os amigos é divertido, mas passar um tempo sozinho em casa também não é menos divertido. Por isso, o ambivertido às vezes se confunde ao ser procurado por um amigo que o convida para ir a uma festa, mesmo que esteja passando um tempo sozinho em casa. Saindo para socializar ou preguiçosamente pela casa, o ambivertido gosta de ambos. Portanto, a decisão final geralmente é baseada no humor.
Um ambivertido nem sempre é tão silencioso quanto um introvertido. Mas também nem sempre soa como o extrovertido. Os ambivalentes geralmente são intuitivos.
Ele sabe quando falar e quando ficar quieto para ouvir. Eles farão os dois alternadamente na hora certa.  Alguns ambivertidos podem ser tímidos, porém são uma minoria significativa.

### Os pontos fortes de uma personalidade ambivertida
Uma pessoa ambivertida tem um lado equilibrado ou ambíguo de personalidade introvertida e extrovertida. Assim, alguém que é ambivertido tende a se sentir confortável em condições repletas de interações sociais. Também pode desfrutar das condições quando estão sozinhos ou longe da multidão.
Com os dois lados da personalidade que existem dentro deles, as vantagens entre eles podem ser otimizadas. Para que o ambivertido tenha mais sucesso na vida social.Há a estimativa, por exemplo, que a maioria da  população mundial seja de ambivertidos. A grande maioria da população costuma selecionar pessoas extrovertidas, introvertidas  e ambivertidas para cargos de liderança.

#### Vantagens

##### Fácil de se ajustar
Ambivertidos se misturam com introvertidos em um clube do livro. Da mesma forma, conversam livremente com extrovertidos do departamento de ciências da comunicação.
Um ambivertido é capaz de se adaptar facilmente em todas as comunidades. Não é inconsistente, mas pode entender cada um deles. Portanto, não é de se admirar que os amigos do ambivertido não estejam fixados apenas em um campo.

##### Pode trabalhar em projetos individuais ou em grupo
Ambivertidos não têm suas próprias preferências sobre como concluir um projeto. Pessoas extrovertidas geralmente preferem fazê-lo em grupos, enquanto os introvertidos tendem a preferir fazê-lo individualmente. Portanto, um ambivertido pode realizar o trabalho individual e em grupo de maneira otimizada.

##### Líder potencial
Personalidade de um bom extrovertido, ele será bastante alerta e assertivo. Eles também são fáceis de se relacionar e se ajustar às pessoas ao seu redor. Um extrovertido sempre consegue diluir todas as situações.
Por ser introvertido, tem pensamento analítico, é crítico e tem a capacidade de planejar cuidadosamente de forma estruturada. Um introvertido também gosta de ser um bom ouvinte. Quanto ao ambivertido, ele é capaz de superar tudo.

##### Mais flexível
Ambivertidos ainda podem se sentir confortáveis em qualquer situação, seja no silêncio introvertido ou na multidão extrovertida. Eles podem se encaixar e ainda se sentir bem com tudo.

##### As emoções são mais estáveis
Enquanto os introvertidos geralmente são sensíveis, enquanto os extrovertidos não são facilmente afetados pela estimulação que vem de fora, os ambivertidos tem um bom equilíbrio entre os dois.

##### A personalidade ambivertida é mais intuitiva
O jornalista Daniel K. Pink escreveu que um ambivertido sabe quando falar e quando ficar quieto. Quando observar e quando responder, quando pressionar e quando conter.

##### Torna-se mais influente
Em um experimento de vendas conduzido por Grant, um ambivertido obteve um lucro médio de US$115 – 24%. Essa renda é mais do que extrovertidos.
As pessoas mais extrovertidas ou introvertidas obtêm as piores vendas. Enquanto isso, aqueles cujos níveis ambivertidos estão bem no meio, na verdade, obtêm mais vendas.